# きっと明日は
『きっと明日は』（きっとあしたは）は、NHK教育テレビジョンで1996年4月10日から1997年3月12日まで放送された小学校5年生向けの教育ドラマである。

## 概要
『さわやか3組』、『はばたけ6年』と同じく主人公の小学生が学校や家庭などで起こる出来事を乗り越えて成長していく姿を描く。「いじめ」が大きな社会問題となる中、子供たちの“心を育てる”ことのできる新鮮な方法論とメッセージが必要と考えられ、一定の評価を得ていた前年度までの『あしたへジャンプ』から変わり番組開始。しかし、翌年度から6年生向けの『はばたけ6年』と統合され、新番組『虹色定期便』となり、放送はわずか1年間しかなかった。全20回。
1998年8月3日から8月14日まで『夏のテレビクラブ』で再放送された。

## あらすじ
主人公の高沢瑞記は小学校5年生。春休みに父・堅吾の転勤（事実上の左遷）に伴い、家族がバラバラになることを心配した瑞記は父と二人で暮らすことを決意し、高原の村・鹿間村にやってくる。母は東京で仕事をしているが、父とはうまくいっていない。武田家隠し財宝探しと瑞記の「明るい家族・家庭を取り戻したい」という願いをドラマの縦横の糸として1年間かけて問題を提起する。

## 放送時間
| 期間                          | 放送時間             |
| ----------------------------- | -------------------- |
| 1996年4月10日 - 1997年3月12日 | 水曜日 10:45 - 11:00 |

## 出演者
高沢瑞記
演 - 吉田里渚（現・小鶴璃奈）
この番組のヒロイン。小学5年生。春休みを利用して姉とともに父親の単身赴任先を訪れ、4月からは鹿間村の小学校に通うことになる。
高沢堅吾
演  - うえだ峻
真琴と瑞記の父。大東新聞通信部記者。かつては東京で活躍する記者だったが、昨年の秋に鹿間村の通信部へ単身赴任する。
高沢佳奈子
演  - 根岸季衣
真琴と瑞記の母。
高沢真琴
演  - 中込佐知子
瑞記の姉。美術大学に通っているが、ロック歌手を目指している。劇中ではカラオケのハンドマイクであるSTARSOUNDの「HAND-HEAD KARAOKE」を持ちながら、歌の練習をするシーンがあり、またエンディングテーマも歌う。最終回のエンディングでは真琴の歌ともに、出演者たちがダンスを披露した。
桑原甚兵衛
演  - 仁内建之
先祖が残した埋蔵金の存在を信じ、堅吾とともにその発見に日々奮闘する。
桑原富雄
演  - でんでん
甚兵衛の息子。当初は父親とは異なり、埋蔵金は存在しないと思っていた。ミニバスケットボールチームのコーチをつとめる。大平先生に好意を持っている。
太田雅代
演  - 土田ユミ
村の飲み屋の女将。堅吾の食事の面倒をみてもらっている。
大平紀子
演  - 工藤美雪
鹿間村立鹿間北小学校で5年生を受け持つ。瑞記の担任の先生。ミニバスケットボールチームの監督もつとめる。
紀子の父
演  - 町田幸夫
紀子の母
演  - 中真千子
和賀百合子
演  - 和賀由利子
瑞記の同級生。
東郷美幸
演  - 加藤理恵
瑞記の同級生。
山本正夫
瑞記の同級生。
鈴木二郎
瑞記の同級生。
早稲塚
瑞記の同級生。
古山
瑞記の同級生。
グェン・ヴァン・ナム
演  - グェン・ドゥック・ミン
ベトナム人の留学生。
斉藤新助
演  - 中込佐知子
武田軍の落武者の霊。男性ではあるが真琴と瓜二つ。瑞記しか姿は見えない。
駅員
演  - 遠藤匠

## 放送リスト
| 回 | タイトル                     | 初回放送日     |
| -- | ---------------------------- | -------------- |
| 1  | 埋蔵金の村へ                 | 1996年04月10日 |
| 2  | 埋蔵金はあるの?              | 1996年04月24日 |
| 3  | 消えたクラスメート           | 1996年05月08日 |
| 4  | 友達の秘密                   | 1996年05月22日 |
| 5  | ワンダーランドがやってくる!? | 1996年06月05日 |
| 6  | 男と女の大勝負               | 1996年06月19日 |
| 7  | 若武者の願い                 | 1996年07月03日 |
| 8  | 憎まれっ子 世にはびこる 前編 | 1996年08月28日 |
| 9  | 憎まれっ子 世にはびこる 後編 | 1996年09月18日 |
| 10 | 松たけ盗難事件 前編          | 1996年10月02日 |
| 11 | 松たけ盗難事件 後編          | 1996年10月16日 |
| 12 | いい人の悩み 前編            | 1996年10月30日 |
| 13 | いい人の悩み 後編            | 1996年11月13日 |
| 14 | ファミリー駅伝大会 前編      | 1996年11月27日 |
| 15 | ファミリー駅伝大会 後編      | 1996年12月11日 |
| 16 | お宝発見!?                   | 1997年01月08日 |
| 17 | お宝の正体                   | 1997年01月22日 |
| 18 | もうひとつの宝               | 1997年02月05日 |
| 19 | 瑞記の哀しみ                 | 1997年02月19日 |
| 20 | きっと明日は                 | 1997年03月05日 |

## スタッフ
- 作 - 下川博
- 音楽 - 田頭勉
- ロケ地 - 山梨県高根町、高根町立高根北小学校